# Národní muzeum Letectva Spojených států amerických
Národní muzeum Letectva Spojených států amerických (anglicky National Museum of the United States Air Force) je název oficiálního muzea amerického letectva nacházejícího se na Wrightových–Pattersonově základně poblíž Daytonu v Ohiu. Se svými více než 360 vystavenými letadly a dalšími rozličnými exponáty je největším a zároveň nejstarším muzeem vojenského letectví na světě.
Mezi významné exponáty patří například velitelský modul kosmické lodi Apollo 15, experimentální letouny North American XB-70 Valkyrie a North American X-15 (dosud nejrychlejší pilotovaný stroj), bombardéry Convair B-36 Peacemaker, B-29 Superfortress „Bockscar“ (svrhl atomovou bombu na Nagasaki) a stealth bombardér Northrop B-2 Spirit, anebo jednu z nejvíce obsáhlých sbírek válečných letadel z období Druhé světové války.
Muzeum každoročně navštíví přes 1,3 milionu lidí, což z něj činí jednu z nejnavštěvovanějších turistických atrakcí v celém Ohiu.

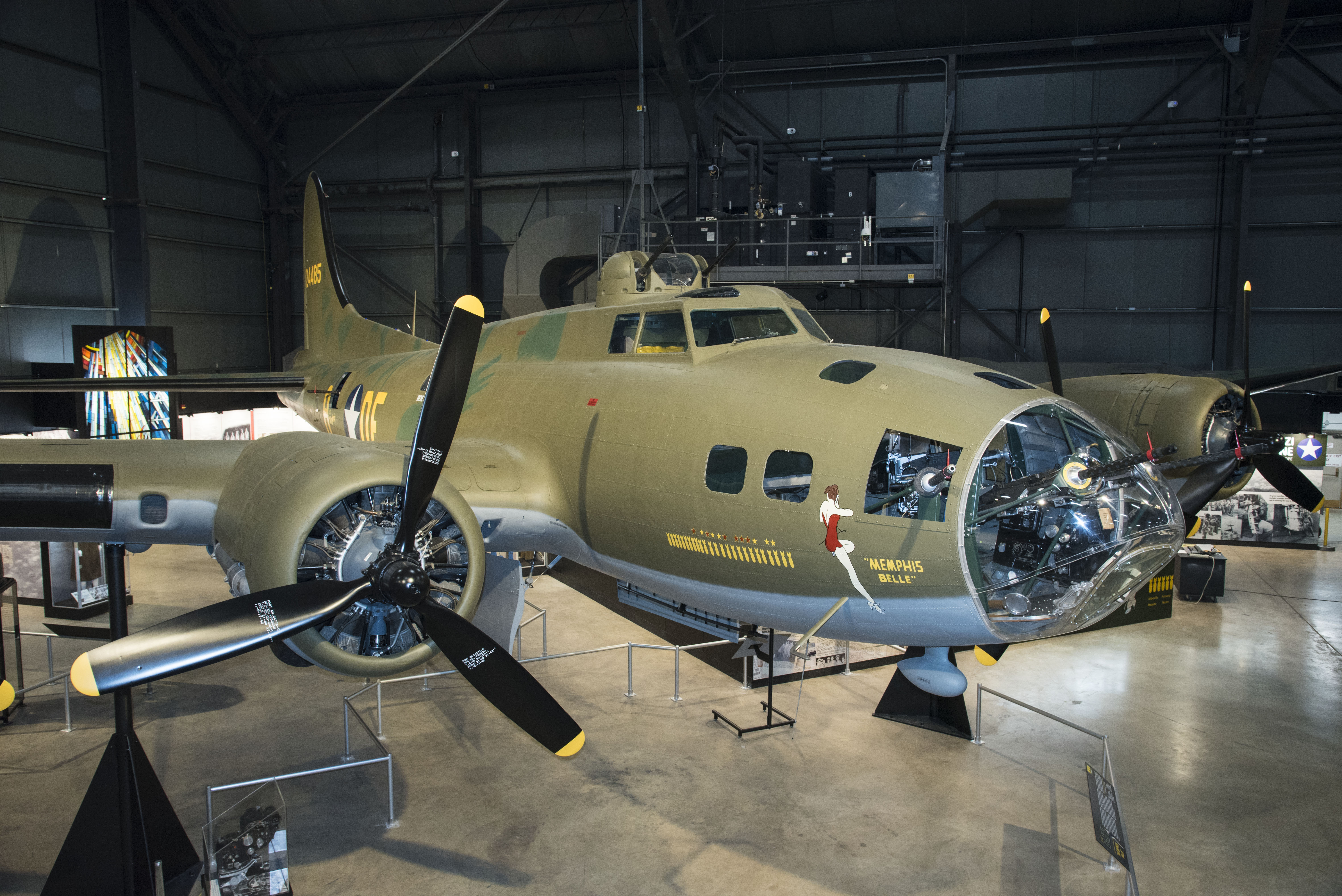
Bombardér Boeing B-17F Memphis Belle v expozici Druhé světové války

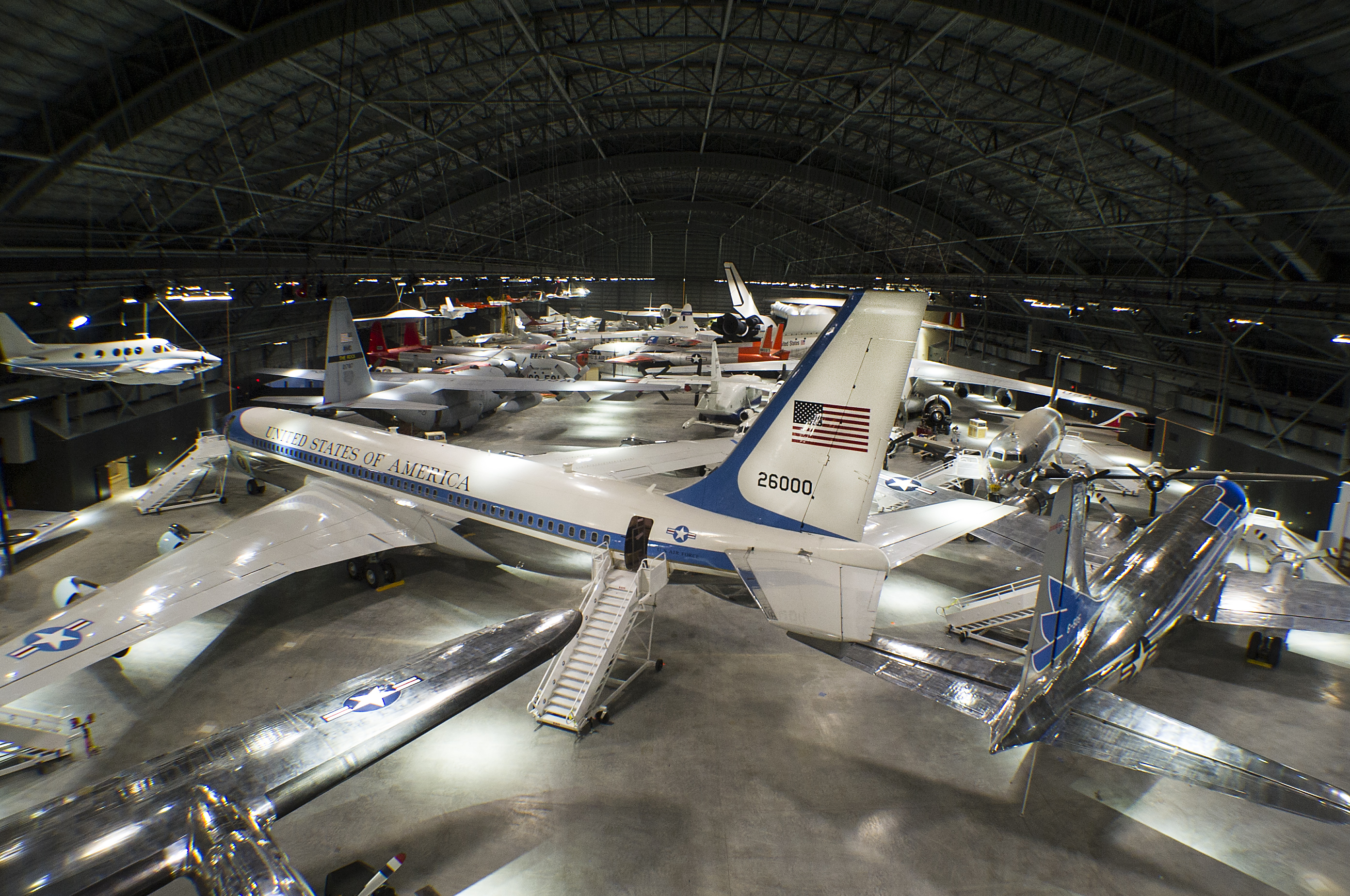
Pohled na „Prezidentskou expozici“ zobrazující Boeing VC-137C SAM 26000 používaný jako „Air Force One“ prezidenty Kennedym, Johnsonem a Nixonem.

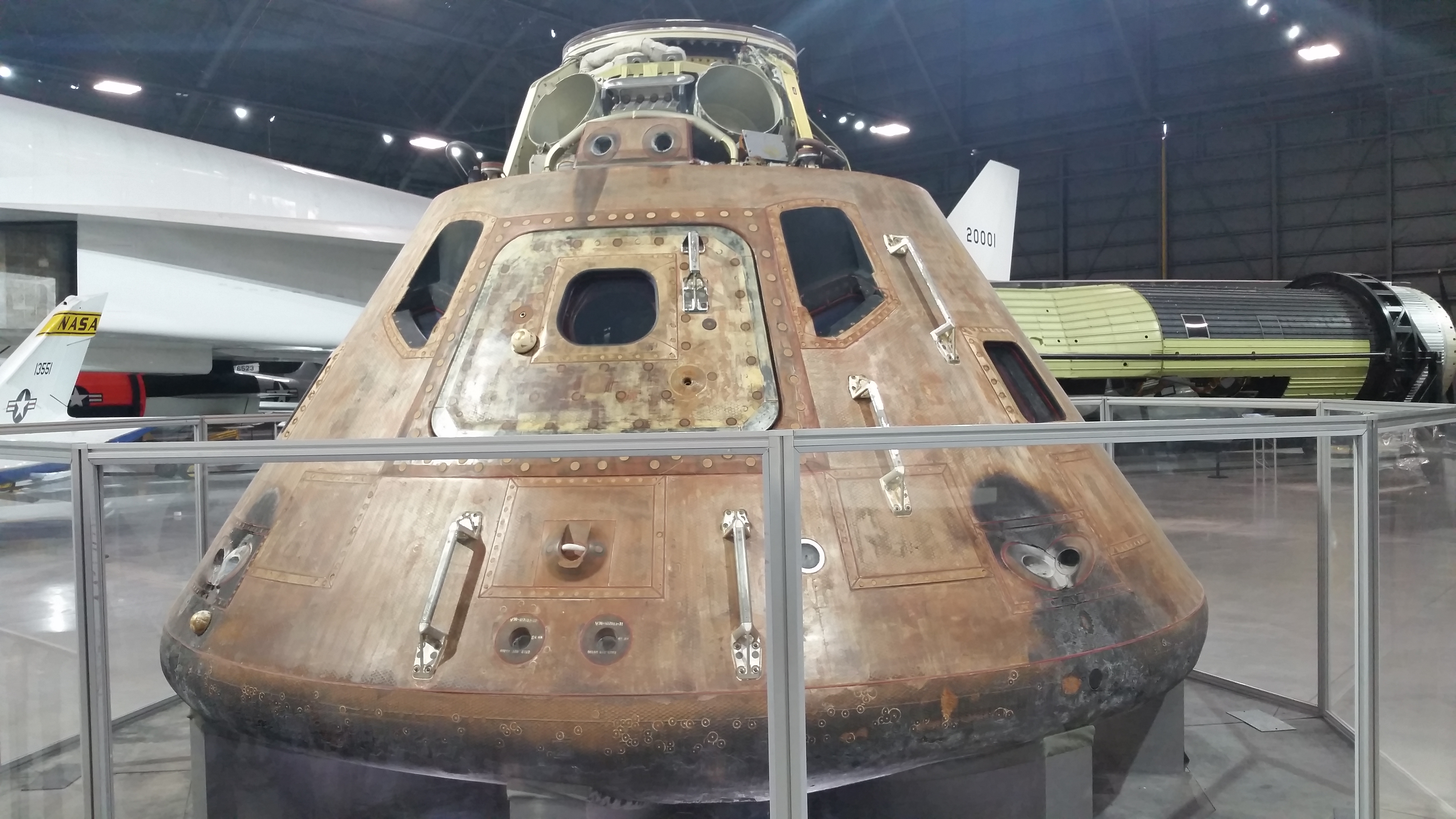
Velitelský modul kosmické lodi Apollo 15 ve kterém astronauti David Scott, James Irwin, a Alfred Worden přistáli na Měsíci.

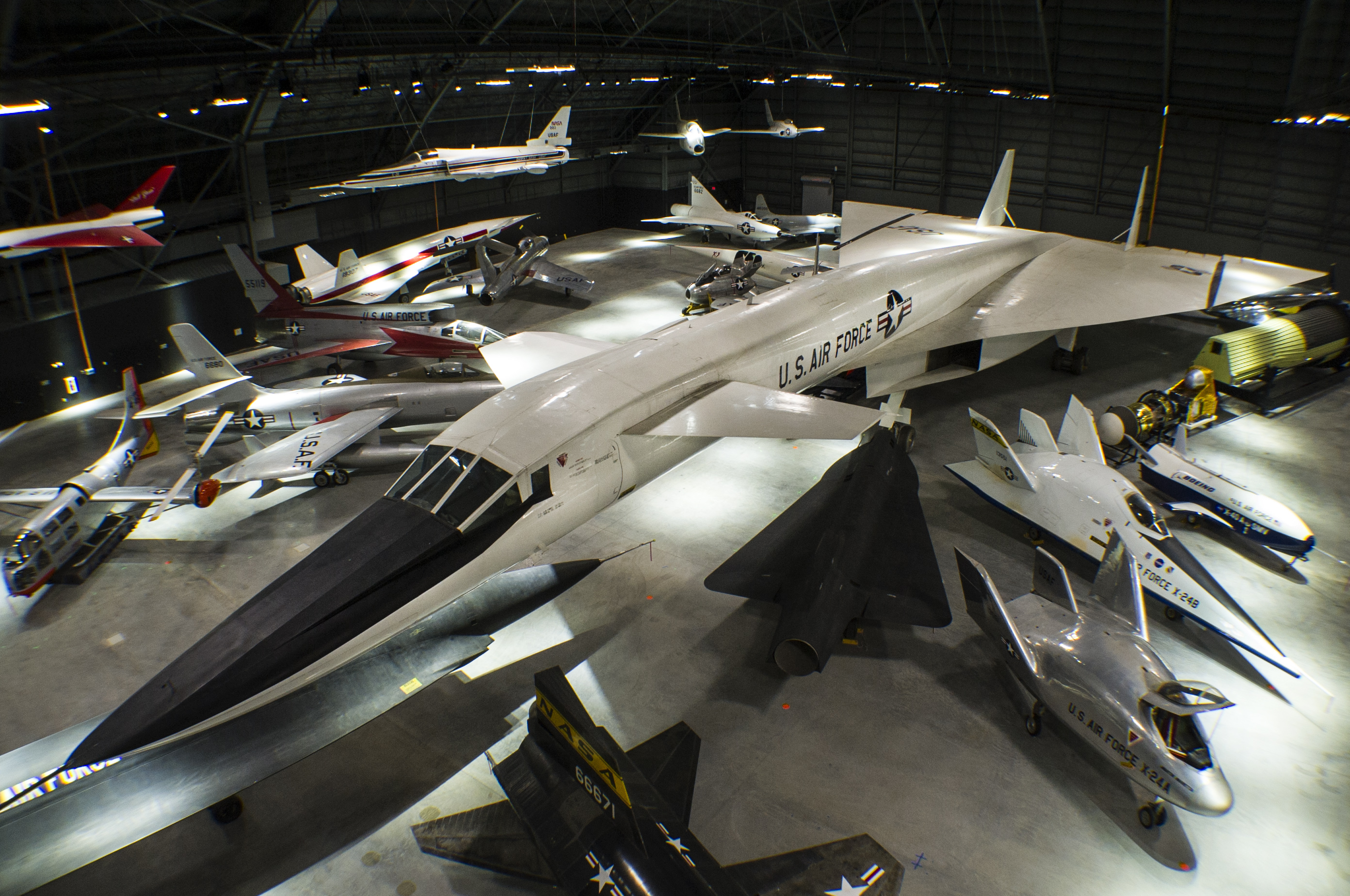
Pohled z výšky na čtvrtý hangár, včetně letounu North American XB-70 Valkyrie

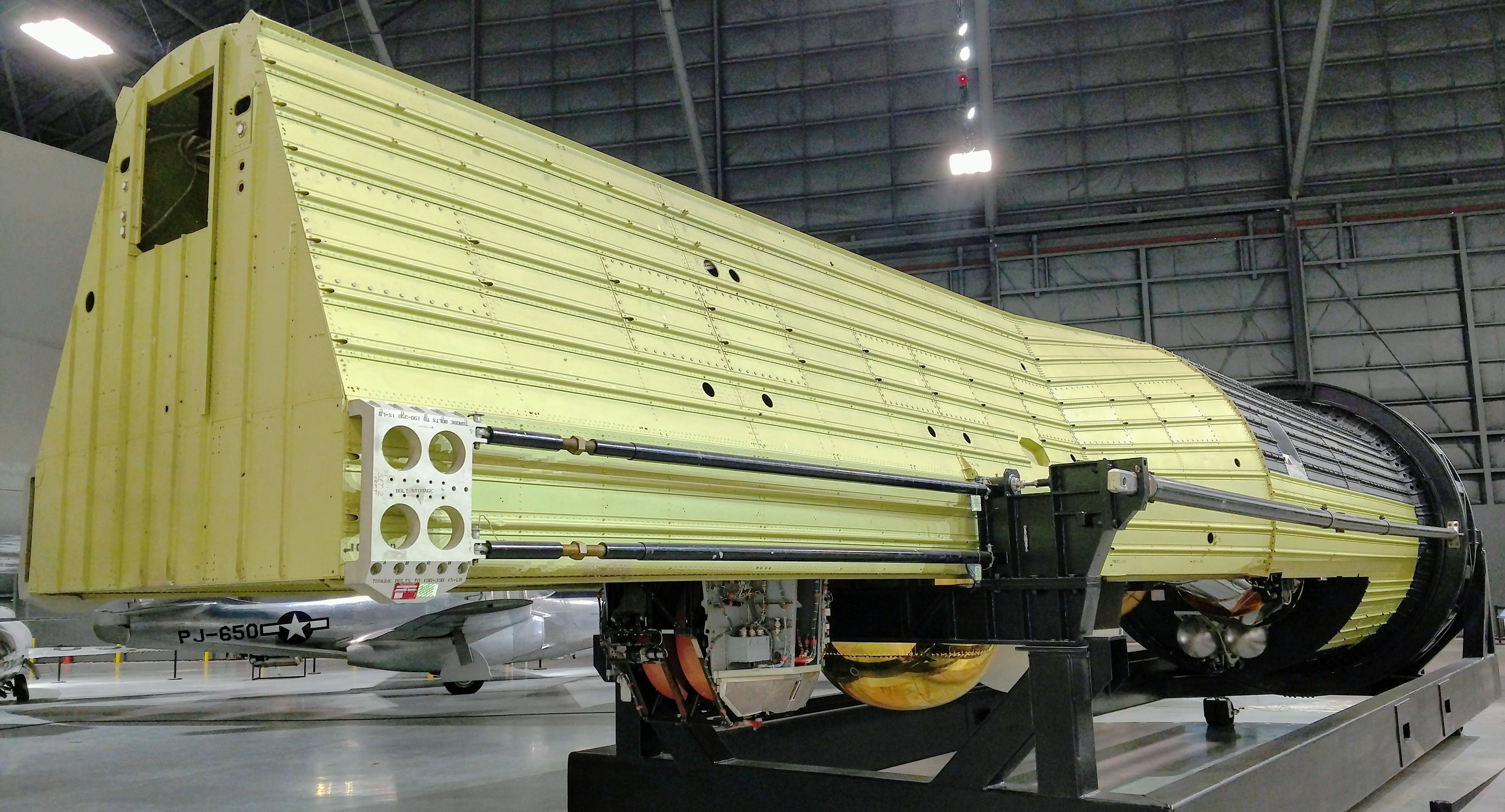
Špionážní satelit KH-9 Hexagon ve sbírce muzea

## Historie
Počátky muzea sahají až k roku 1923, kdy technické oddělení daytonského McCookova letiště (McCook Field) začalo shromažďovat první letadla určená k výstavním účelům. V roce 1927 se muzeum přestěhovalo na nedaleké Wrightovo letiště. V roce 1932 byla sbírka přejmenována na Army Aeronautical Museum. Roku 1957 získalo muzeum první stálé skladovací prostory v budově č. 89 na Pattersonově letišti ve Fairbornu, která dříve sloužila jako opravárenský hangár. Velikost budovy ovšem nebyla dostačující, a proto byla některá letadla ponechána venku a vystavena nepříznivému vlivu počasí.
V 60. letech vedl Eugene Kettering, syn Charlese F. Ketteringa, projekt výstavby nové budovy pro umístění leteckých sbírek a stal se prvním předsedou nadace Air Force Museum Foundation. Když v roce 1969 zemřel, převzala projekt jeho vdova Virginia a muzeum bylo otevřeno v roce 1971. Rozloha muzea se pak od roku 1971 více než ztrojnásobila: v roce 1988 přibyl druhý výstavní hangár, v roce 2003 třetí a v roce 2016 čtvrtý. V roce 2004 se muzeum přejmenovalo z původního názvu United States Air Force Museum na současný National Museum of the United States Air Force. Muzeum je také ústřední součástí National Aviation Heritage Area (Národního leteckého dědictví).
V roce 2010 muzeum spustilo 360° virtuální prohlídku, která umožňuje prohlížet si většinu exponátů online. V roce 2016 muzeum otevřelo čtvrtou budovu o rozloze 20 000m2, čímž se jeho celková rozloha zvýšila na 104 000 m2. Přístavbu za 40,8 milionu dolarů soukromě financovala nadace Air Force Museum Foundation.
V roce 2018 byl bombardér Boeing B-17F „Memphis Belle“ trvale vystaven pro veřejnost v expozici 2. světové války. Tento těžký bombardér a jeho posádka se staly ikonickými symboly, které pomohly porazit nacistické Německo.

## Sbírky a exponáty
V muzeu se nachází nespočet letadel, raket, zbraní, vesmírných vozidel a různých vojenských artefaktů v celkem čtyřech hangárech, rozdělených do několika tematických celků:

### Počátky letectví (Early Years Gallery)
Sbírka letecké techniky od prvopočátků bratří Wrightů, přes stroje První světové války až po období před Druhou světovou válkou. 
- Avro 504K
- Blériot Monoplane
- Boeing P-12E
- Boeing P-26A
- Caproni Ca. 36
- Caquot Type R Observation Balloon
- Consolidated PT-1 Trusty
- Curtiss 1911 Model D
- Curtiss JN-4D Jenny
- Curtiss O-52 Owl
- Curtiss P-6E Hawk
- De Havilland DH-4
- De Havilland DH 82A Tiger Moth
- Douglas O-38F
- Eberhart SE-5E
- Fairchild PT-19A Cornell
- Fokker Dr.I
- Fokker D.VII
- G-3 Target Glider
- Halberstadt CL.IV
- Hawker Hurricane Mk.IIa
- Kellet K-2/K-3 Autogiro
- Kettering Aerial Torpedo "Bug"
- Martin B-10
- Martin MB-2
- Nieuport 28
- Northrop A-17A
- North American BT-14
- North American O-47B
- Packard-Le Père LUSAC-11
- Ryan YPT-16
- Schneider Schulgleiter SG 38
- Sopwith Camel F.1
- SPAD VII
- SPAD XIII C.1
- Standard J-1
- Thomas-Morse S4C Scout
- Wright 1909 Military Flyer

### Letectví Druhé světové války (World War II Gallery)
Jedna z nejkomplexnějších sbírek letadel a letecké techniky Druhé světové války na světě. Expozice zachycuje klíčové okamžiky tehdejší USAAF ve válce v Evropě a v Tichomoří. 
- Aeronca L-3B „Grasshopper“
- Beechcraft AT-10 Wichita
- Beech AT-11 Kansan
- Beech UC-43 Traveler
- Bell P-39Q Airacobra
- Boeing B-17F Flying Fortress „Memphis Belle“
- Boeing B-29 Superfortress „Bockscar“
- Bristol Beaufighter
- Cessna UC-78B Bobcat
- Consolidated B-24D Liberator
- Consolidated OA-10 Catalina
- Culver PQ-14B
- Curtiss-Wright AT-9 Jeep/Fledgling
- Curtiss C-46D Commando
- Curtiss P-36A Hawk
- Curtiss P-40E Warhawk
- De Havilland DH 98 Mosquito
- Douglas A-20G Havoc
- Douglas A-24
- Douglas B-18 Bolo
- Douglas C-47D Skytrain
- Fairchild Model 24-C8F (UC-61J)
- Focke-Achgelis Fa 330 Sandpiper
- Focke-Wulf Fw 190D-9
- Interstate L-6 „Grasshopper“
- Junkers Ju 88D
- Kawanishi N1K2-Ja Shiden Kai „George“
- Laister-Kauffmann TG-4A
- Lockheed P-38L Lightning
- Macchi MC.200 Saetta
- Martin B-26G Marauder
- Messerschmitt Bf 109G-10
- Messerschmitt Me 163B Komet
- Messerschmitt Me 262A Schwalbe
- Mitsubishi A6M2 Zero
- Noorduyn UC-64A Norseman
- North American A-36 Apache
- North American B-25B Mitchell
- North American P-51D Mustang
- Northrop P-61C Black Widow
- Piper L-4A „Grasshopper“
- Radioplane OQ-2A
- Republic P-47D Thunderbolt (Bubble Canopy & Razorback Version)
- Ryan PT-22 Recruit
- Schweizer TG-3A
- Seversky P-35
- Sikorsky R-4B Hoverfly
- Sikorsky R-6A Hoverfly II
- Stearman PT-13D Kaydet
- Stinson L-5 Sentinel
- Supermarine Spitfire Mk. Vc
- Supermarine Spitfire PR.XI
- Taylorcraft L-2M „Grasshopper“
- Vultee BT-13B Valiant
- Waco CG-4A Hadrian
- Yokosuka MXY7-K1 Ohka

### Letectví Korejské války (Korean War Gallery)
Sbírka věnovaná působení amerického letectva v Korejské válce. Dva hlavní symboly vzdušné síly obou stran konfliktu – americký F-86A Sabre a sovětský MiG-15 jsou zde vystaveny vedle sebe. 
- Boeing B-29 – průchozí trup
- Douglas B-26C (A-26C) Invader
- Douglas C-124 Globemaster II
- Lockheed F-80C Shooting Star
- Lockheed F-94A Starfire
- MiG-15bis
- North American B-45C Tornado
- North American F-82G Twin Mustang
- North American F-86A Sabre
- North American L-17A Navion
- North American T-6D Mosquito
- Radioplane OQ-14
- Republic F-84E Thunderjet
- Sikorsky UH-19B Chickasaw
- Sikorsky YH-5A Dragonfly

### Válka v jihovýchodní Asii (Southeast Asia War Gallery)
Sbírka věnovaná zejména konfliktu ve Vietnamu (ale také Laosu a Kambodži), jako jsou například letecké operace Rolling Thunder a Linebacker I a Linebacker II – z nichž ta druhá vyvinula dostatečný tlak na Severní Vietnam, aby jej přiměla k příměří. 
- Beech QU-22B
- Bell UH-1P Iroquois
- Boeing B-52D Stratofortress
- Cessna A-37 Dragonfly
- Cessna O-1G Bird Dog
- Cessna O-2A Skymaster
- De Havilland C-7A Caribou
- Douglas A-1E Skyraider
- Douglas B-26K (A-26) Counter Invader
- Douglas RB-66B Destroyer
- Fairchild C-123K Provider
- General Dynamics F-111A Aardvark
- Helio U-10D Super Courier
- Kaman HH-43B Huskie
- Lockheed EC-121D Constellation
- LTV A-7D Corsair II
- Martin B-57B Canberra
- McDonnell Douglas F-4C Phantom II
- McDonnell RF-101C Voodoo
- MiG-17F
- MiG-21PF
- Northrop YF-5A Freedom Fighter
- North American F-100F Super Sabre
- North American T-28B Trojan
- North American Rockwell OV-10A Bronco
- Republic F-105D Thunderchief
- Sikorsky CH-3E Black Mariah
- Sikorsky HH-3E Jolly Green Giant
- Teledyne-Ryan AQM-34L Firebee

#### Další letadla v této galerii
- Boeing Bird of Prey
- General Atomics YMQ-9 Reaper
- Lockheed Martin F-22A Raptor
- Northrop Grumman RQ-4 Global Hawk
- Wright Modified B Flyer

### Studená válka (Cold War Gallery)
Sbírka vojenských letadel z doby Studené války: stíhačky, dálkové bombardéry, útočné letouny, průzkumné letouny, těžké dopravní letouny a cvičné letouny. Najdeme zde například jediný vystavený exemplář „stealth“ bombardéru B-2 Spirit. 
- A-7D (kokpit s možností sezení)
- Avro Canada CF-100 Mk.4A Canuck
- Beechcraft T-34A Mentor
- Boeing/Rockwell B-1B Lancer
- Boeing KC-97L Stratofreighter
- Boeing RB-47H Stratojet
- Boeing WB-50D Superfortress
- Boeing YCGM-121B Seek Spinner
- Cessna LC-126
- Cessna T-37B Tweet
- Cessna T-41A Mescalero
- Cessna U-3A
- Convair B-36J Peacemaker
- Convair B-58A Hustler
- Convair F-102A Delta Dagger
- Convair F-106A Delta Dart
- De Havilland U-6A Beaver
- Douglas C-133A Cargo Master
- F-4D Phantom II (kokpit s možností sezení)
- F-16 (kokpit s možností sezení)
- FB-111A (kokpit s možností sezení)
- Fairchild Republic A-10A Thunderbolt II
- General Dynamics F-111F Aardvark
- General Dynamics F-16A Fighting Falcon
- Grumman HU-16B Albatross
- Grumman OA-12 Duck
- Lockheed AC-130A Spectre
- Lockheed D-21B
- Lockheed F-94C Starfire
- Lockheed F-104C Starfighter
- Lockheed F-117A Nighthawk
- Lockheed SR-71A
- Lockheed T-33A Shooting Star
- Lockheed U-2A
- Martin RB-57D
- McDonnell F-101B Voodoo
- McDonnell Douglas RF-4C Phantom II
- McDonnell Douglas F-15A Eagle
- MiG-19S
- MiG-23MS
- MiG-29A
- Northrop AT-38B Talon
- Northrop B-2 Spirit
- Northrop BQM-74C
- Northrop F-89J Scorpion
- North American F-82B Twin Mustang
- North American F-86D Sabre
- North American F-86H Sabre
- North American F-100D Super Sabre
- North American T-28A Trojan
- Panavia Tornado GR1
- Piper J-3C-65-8
- Radioplane OQ-19D
- Republic F-84F Thunderstreak
- Republic RF-84K Thunderflash
- Ryan AQM-34N
- Sikorsky MH-53M Pave Low IV
- Teledyne-Ryan AQM-91A Compass Arrow

#### Letadla po období Studené války
- Bell-Boeing CV-22B Osprey
- General Atomics MQ-1 Predator
- Hawker-Beechcraft MC-12W Liberty

### Rakety a balistické střely (Missile Gallery)
Sbírka raket a balistických střel byla pro veřejnost otevřena v roce 2004 a nachází se ve 140 metrů vysoké budově připomínající raketové silo. 
- LGM-30A Minuteman I
- LGM-30G Minuteman III
- LGM-118A Peacekeeper
- PGM-19 Jupiter
- PGM-17A Thor
- SM-68A Titan I
- SM-68B Titan II
- Thor Agena A

### Vesmírná technika (Space Gallery)
Vesmírná expozice Allana a Malcolma Lockheeda a Glenna Martina. Hlavním exponátem je replika nákladového prostoru raketoplánu z programu Space Shuttle v měřítku 1:1 a trenažéru posádky raketoplánu CCT-1. Dalšími exponáty jsou nosná raketa Titan IVB, kosmické lodě Mercury, Gemini a Apollo, komunikační a průzkumné satelity a mnoho dalších artefaktů a vybavení NASA.

#### Letadla
- Boeing X-40A
- Fairchild C-119J Flying Boxcar
- Martin Marietta X-24A
- Martin Marietta X-24B
- North American X-15A-2

#### Kosmické lodě
- Apollo 15 (Velitelský modul „Endeavour“)
- Gemini B MOL
- Mercury
- Space Shuttle Crew Compartment Trainer
- Space Shuttle Landing Experience

#### Skafandry
- Mercury Space Suit—1963
- Gemini G4C Space Suit—1966
- Model A7L Space Suit—1969
- Model A7LB Extravehicular Mobility Unit—1971
- Space Shuttle Extravehicular Mobility Unit
- Space Shuttle Advanced Crew Escape Suit 1994-2011

#### Nosné rakety
- Boeing Inertial Upper Stage Booster
- Lockheed Martin Titan IVB Rocket
- Vought ASM-135A Anti-Satellite Missile

### Výzkum a vývoj (Research & Development Gallery)
Expozice Výzkum a vývoj generálmajorů Alberta Boyda a Freda Ascaniho obsahuje například jediný dochovaný exemplář experimentálního letounu North American XB-70 Valkyrie, který dokázal letět rychlostí třikrát převyšující rychlost zvuku a sloužil jako výzkumné letadlo pro pokročilé studium aerodynamiky a nadzvukového pohonu.
- American Helicopter XH-26 Jet Jeep
- Avro Canada VZ-9AV Avrocar
- Bell Helicopter Textron XV-3
- Bell P-59B Airacomet
- Bell X-1B
- Bell X-5
- Bensen X-25A Gyrocopter
- Chance-Vought/LTV XC-142A
- Convair NC-131H Total In-Flight Simulator (TIFS)
- Convair XF-92A
- Douglas X-3 Stiletto
- Fisher P-75A Eagle
- Grumman X-29A
- Hawker Siddeley XV-6A Kestrel
- Lockheed NT-33A
- Lockheed P-80R
- Lockheed YF-12A
- Lockheed Martin X-44A
- McDonnell XF-85 Goblin
- McDonnell XH-20 Little Henry
- North American XB-70A Valkyrie
- Northrop Tacit Blue
- Northrop X-4 Bantam
- Northrop-McDonnell Douglas YF-23A Black Widow II
- Republic XF-84H
- Ryan X-13 Vertijet
- Scaled Composites Long-EZ „Borealis“

### Globální dosah (Global Reach Gallery)
Zajištění přepravy je jedním z hlavních úkolů USAF a tvoří kritickou součást schopnosti amerického letectva k udržení globálního dosahu. V expozici generálporučíka Williama H. Tunnera jsou k vidění velká letadla, jako například C-141 „Hanoi Taxi“, který v roce 1973 evakuoval na svobodu americké válečné zajatce z Hanoje v Severním Vietnamu.
- Fairchild C-82 Packet
- Learjet C-21A
- Lockheed C-130E Hercules
- Lockheed C-141C Starlifter

### Prezidentská letadla (Presidential Gallery)
Prezidentská expozice Williama E. Boeinga obsahuje historickou sbírku letadel prezidentů USA, včetně možnosti projít se čtyřmi z nich. Jedná se o letadla používaná prezidenty Rooseveltem, Trumanem, Eisenhowerem a zejména pak letoun Boeing VC-137C SAM 26000 „Air Force One“, který používalo osm amerických prezidentů: Kennedy, Johnson, Nixon, Ford, Carter, Reagan, George H. W. Bush a Bill Clinton.
- Aero Commander U-4B
- Beech VC-6A
- Bell UH-13J Sioux
- Boeing VC-137C SAM 26000 „Air Force One“
- Douglas VC-54C Sacred Cow
- Douglas VC-118 The Independence
- Gulfstream Aerospace C-20B
- Lockheed VC-121E Columbine III
- Lockheed VC-140B JetStar
- North American T-39A Sabreliner

### Venkovní expozice (Air Park)[13]
- Boeing C-17 Globemaster III
- Boeing EC-135E ARIA
- Fairchild Republic A-10A Thunderbolt II
- Lockheed AC-130A Hercules
- McDonnell Douglas F-15A Eagle

### Památník (Memorial Park)
Pamětní park muzea vzdává hold lidem spojeným s letectvem USA za jejich odvážnou službu a oběti ve jménu svobody. V říjnu 1972 muzeum věnovalo první památník s pamětním stromem a deskou Američanům držených jako váleční zajatci ve Vietnamu a nezvěstným v boji během války v jihovýchodní Asii. Od té doby se park výrazně rozrostl a obsahuje více než 500 památníků, soch, pamětních desek a stromů.

## Další exponáty a atrakce
Za příplatek mohou návštěvníci ve velkoformátovém kině zhlédnout filmy s leteckou a vesmírnou tematikou. V roce 2013 bylo kino modernizováno z technologie IMAX na digitální 3D. Rekonstrukce zahrnovala nové jeviště, sedačky a plátno, které podporuje širší programovou nabídku – včetně vzdělávacích prezentací, živých přenosů a rozšířené nabídky dokumentárních filmů. Součástí byl také systém prostorového zvuku 7.1, audio zařízení pro sluchově a zrakově postižené a systém skrytých titulků.